# Оргонна терапия
Създадената от Вилхелм Райх оргонна терапия се основава на схващането, че здравето зависи от функционирането на биологичната енергия, която Райх нарича „оргон“ (от „организъм“ и „оргазъм“). В здравия организъм тя протича свободно и повсеместно. Блокирането ѝ може да доведе до психопатология, а понякога и до физическа патология. Оргонна терапия се нарича техниката, създадена от Райх, за постигане на емоционално здраве чрез премахването на препятствията пред свободното протичание на тази енергия в организма.
В началото на кариерата си като аналитик Райх установява, че успешно анализираните пациенти постигат задоволителен генитален живот. Той показва, че за това е необходимо наличието на неописана до този момент специфична способност за сексуално задоволяване, която той нарича „оргастична потентност“. Райх показва също, че не само появите на симптоми, но и самият характер може да бъде невротичен. Той създава термина „характерова броня“ за означаване на характерови черти, които се проявяват като съпротива при анализа. Пълното освобождаване на афектите води до промени в телесните нагласи, в изразяването и тонуса. Райх установява, че наред с психичната характерова броня съществува и соматична мускулна броня. Изтласканите в безсъзнателното чувства са едновременно блокирани в тялото. Това води до ново допълване на терапевтичната техника – соматично да се атакува неврозата. Соматичната броня, заедно с психичните си корелати, свързва енергията и по този начин пречи на свободното ѝ протичане в организма. Бронята се премахва чрез предизвикване и разтоварване на изтласканите емоции по подреден и последователен начин. Могат да се използват физически методи, анализ на характера или комбинация от тях. Тази терапия се основава на психоаналитични теории, като особено важна е тази за психосексуалното развитие и превратностите на либидото.